# Nescio

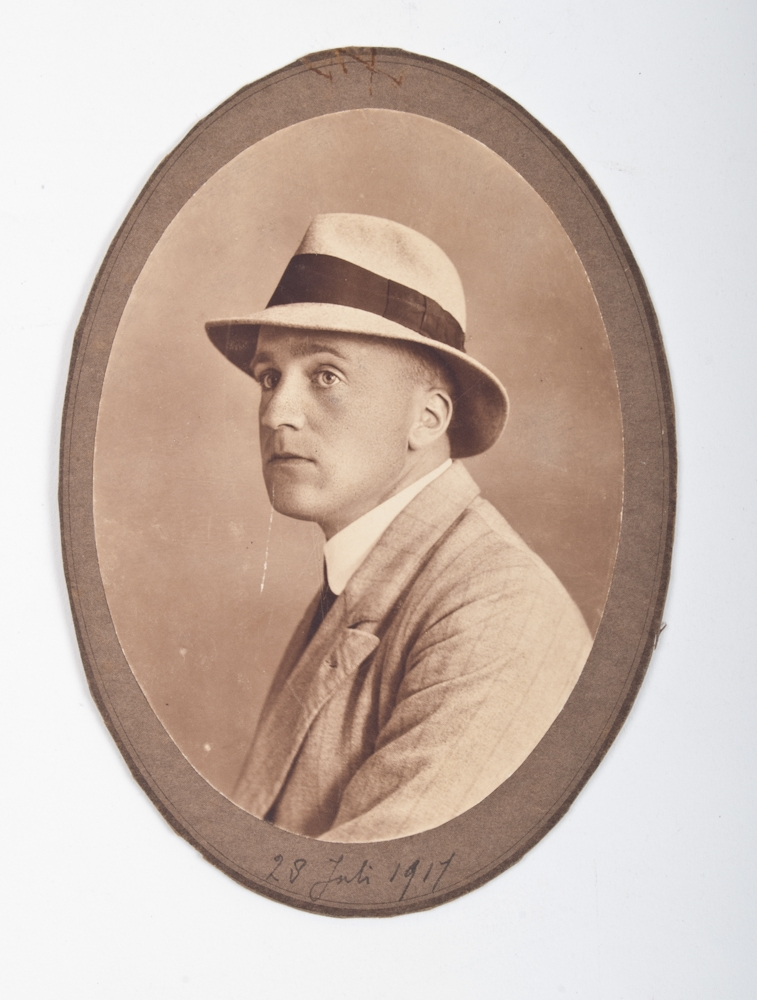
Nescio (1917)

Jan Hendrik Frederik Grönloh (* 22. Juni 1882 in Amsterdam; † 25. Juli 1961 in Hilversum), genannt Nescio (lateinisch nescio ‚ich weiß es nicht‘), war ein niederländischer Schriftsteller. Trotz seines schmalen Œuvres gilt er als einer der bedeutendsten niederländischsprachigen Autoren des 20. Jahrhunderts.

## Leben
Geboren wurde Jan Hendrik Frederik Grönloh als ältestes Kind seines gleichnamigen Vaters und seiner Mutter Martha van de Reijden. Seine Familie war insbesondere in Handel und Handwerk tätig. Er besuchte für drei Jahre die Hogereburgerschool an der Mauritskade in Amsterdam und im Anschluss die Openbare Handelsschool an der Keizersgracht. Nach zahlreichen Bürojobs wurde er 1904 Angestellter der Holland Bombay Trading Company, deren Direktor er schließlich wurde. In den Jahren 1901 bis 1903 gründete Grönloh zusammen mit Freunden bei Huizen die idealistische Kolonie Tames. 1906 heiratete er Aagje Tiket, aus deren Ehe insgesamt vier Kinder hervorgehen sollten.

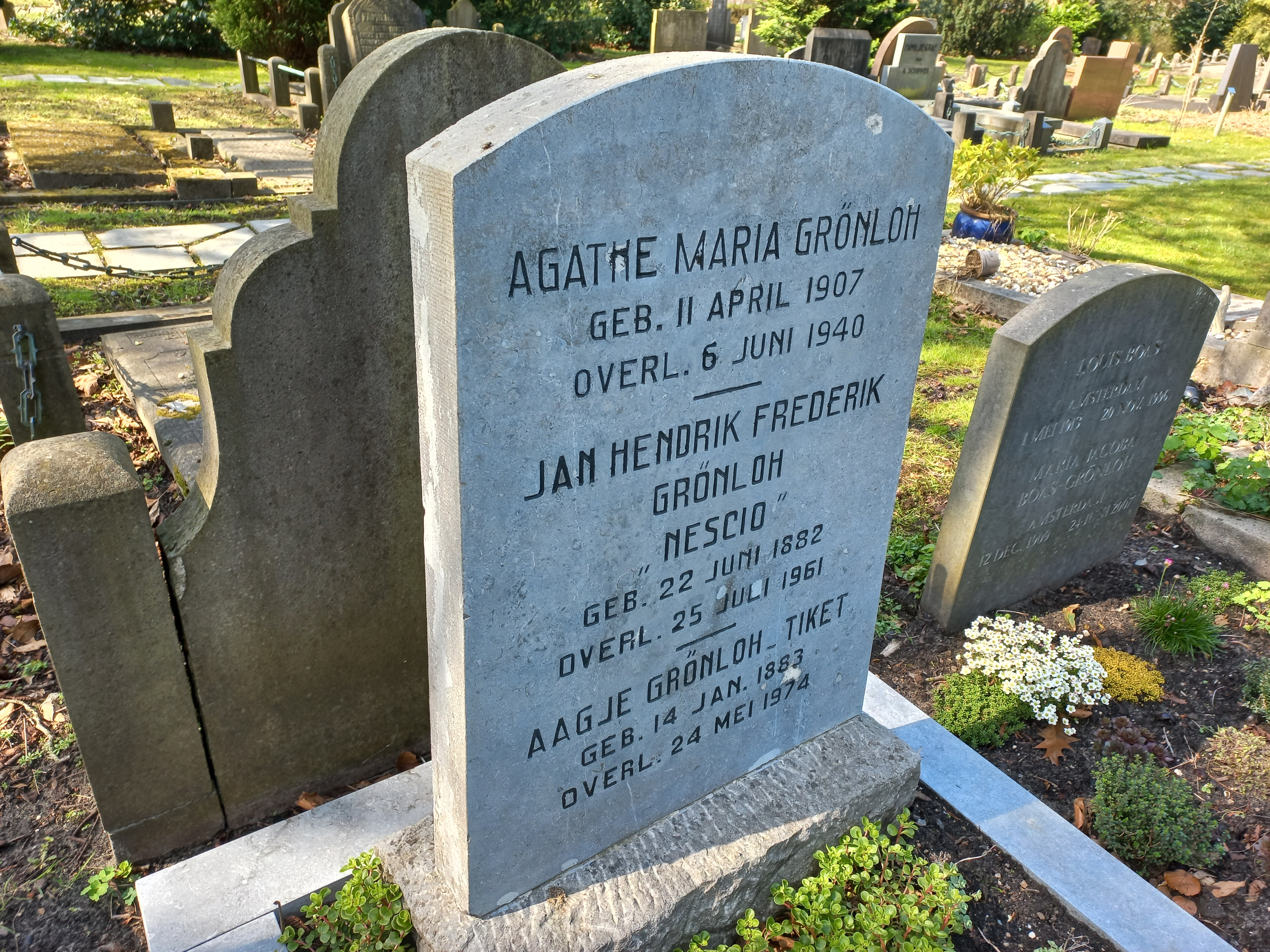
Grabstein von Nescio

In den 1910ern erschienen seine ersten Erzählungen, die auch lange Zeit seine einzigen bleiben sollten: De uitvreter im Jahre 1911 in der Zeitschrift De Gids sowie Titaantjes 1915 in der Zeitschrift Groot Nederland. Beide Novellen mit stark autobiographischem Einschlag wurden dann 1918 erstmals in Buchform publiziert, dann auch zusammen mit seiner dritten Erzählung Dichtertje. Zu diesem Zeitpunkt wurden seine Novellen noch von einem kleinen Kreis verehrt, der allerdings nicht wusste, wer sich hinter dem Pseudonym Nescio verbarg. Auch verkaufte sich die Erstauflage nur langsam. In der zweiten Auflage von 1933 machte Grönloh seine Autorschaft bekannt, die dritte Auflage erschien 1947. 1946 publizierte er die Sammlung Mene tekel, die 1956 zur vierten Auflage der übrigen Novellen hinzugefügt wurde. Erst 1961 erschien sein zweites Buch Boven het dal en andere verhalen. Posthum erschienen Heimwee en andere fragmenten (1962) und De X geboden (1971).

## Werk
Als Kern von Nescios Schaffen gelten die drei Erzählungen De uitvreter,  Titaantjes und Dichtertje, die zwar in sich abgeschlossen sind, aber thematisch wie atmosphärisch zusammengehören.  Im niederländischen Literaturkanon der KANTL ist denn auch von einem Novellenzyklus die Rede. Sein Figureninventar umfasst eine junge, fantasievolle Gruppe von Idealisten und Bohèmiens, die versuchen, die Welt zu verbessern und sich dabei selbst überschätzen. Sie leiden an der Kürze des Lebens, an der Vergänglichkeit der Dinge und einem Verlangen, ohne zu wissen wonach. Selten finden sie Ruhe, und wenn doch, dann meist in der Natur.
Geschätzt wird vor allem Nescios Stil, der als genau und voller Understatement, einfach und zielführend beschrieben wird. Die Niederlandistin Lieneke Frerichs beschreibt ihn als „der Schönschreiberei, Darstellungskunst und Psychologisierung abgeneigt“. Der Autor Gerard Reve konstatiert gar, dass Nescio wie ein normaler Mensch geschrieben habe, nachdem jahrzehntelang hochtrabender Unsinn über den niederländischen Leser ausgeschüttet worden sei. Auch der Literaturhistoriker Gerard Knuvelder bezeichnet ihn als „unterkühlten oder ironischen Neoromantiker“, dessen Schreibstil zumindest teilweise von Multatuli inspiriert sei.